# Enzo Magnanini
Enzo Magnanini (ur. 7 maja 1935 w San Lazzaro Parmense, zm. 4 marca 1968 w Castelfranco Emilia) – włoski piłkarz występujący na pozycji bramkarza. W czasie swojej piłkarskiej kariery był zawodnikiem takich klubów jak A.S. Bari i F.B.C. Unione Venezia (wówczas grających w najwyższej włoskiej klasie rozgrywkowej Serie A).

## Kariera
Enzo Magnanini rozpoczął swoją piłkarską karierę w zespole Parma F.C. w roku 1954. Później dołączył do zespołu A.S. Bari (1957), w którym rozegrał 85 spotkań. Z występów w tym klubie był najbardziej znany. W Serie A zagrał jeszcze z klubem F.B.C. Unione Venezia (36 meczów w barwach tego klubu). W swojej karierze występował jeszcze w klubach: Carrarese Calcio (1966) i A.C. Perugia Calcio (1967).
Zginął w wypadku samochodowym 4 marca 1968 roku.